# Útiles de torear

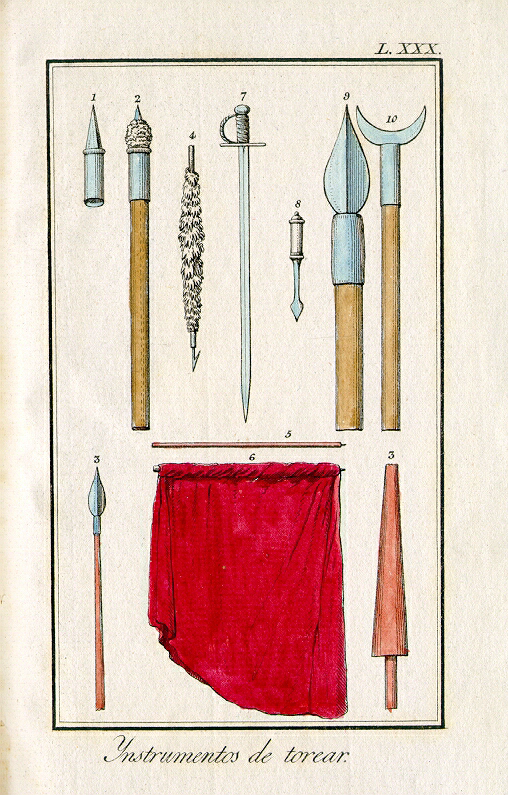
Grabado "Instrumentos de Torear" de la obra Tauromaquia o arte de torear á caballo y á pie, del Matador Pr. José Delgado y Gálvez (1754-1801)

Los útiles de torear son los instrumentos que usa el torero para realizar la faena en una corrida de toros, comúnmente se le conocen también como trastos de torear.

## Instrumentos del toreo a pie
- El capote: es un instrumento para torear, de tela, con forma de capa, que se usa en el inicio de la lidia tanto para bregar (fijar, sujetar y poner en suerte) al toro como para dar pases artísticos. El tamaño varía entre los 113 y los 123 cm y tiene un peso considerable, entre 4 y 6 kg.
- La muleta: es un trozo de tela de color rojo, de menor tamaño que el capote. Se utiliza el estaquillador, que es un palo de madera anatómico, para darle cierta forma y consistencia a la muleta.
- Las espadas, o más propiamente dicho, los estoques, son un tipo arma blanca estrecha y alargada con las cuales solo se puede herir de punta. Esto es así para no poner en peligro la integridad física del torero mientras realiza la faena.
- Las banderillas que son palos delgados, de unos 70 a 78 centímetros de largo, recubiertos y adornados con papel picado y con un hierro en un extremo, a modo de arpón, empleado en la lidia para clavarlo en el morrillo del toro. Hay distintos tipos de banderillas, fundamentalmente para toreo de pie y para rejoneo.
- La puntilla: puñal corto con el que se remata al toro para impedir acabar con su agonía. Es más una herramienta del matadero que del torero, aunque se suelen incluir en el juego de espadas del matador.

## Instrumentos del toreo a caballo

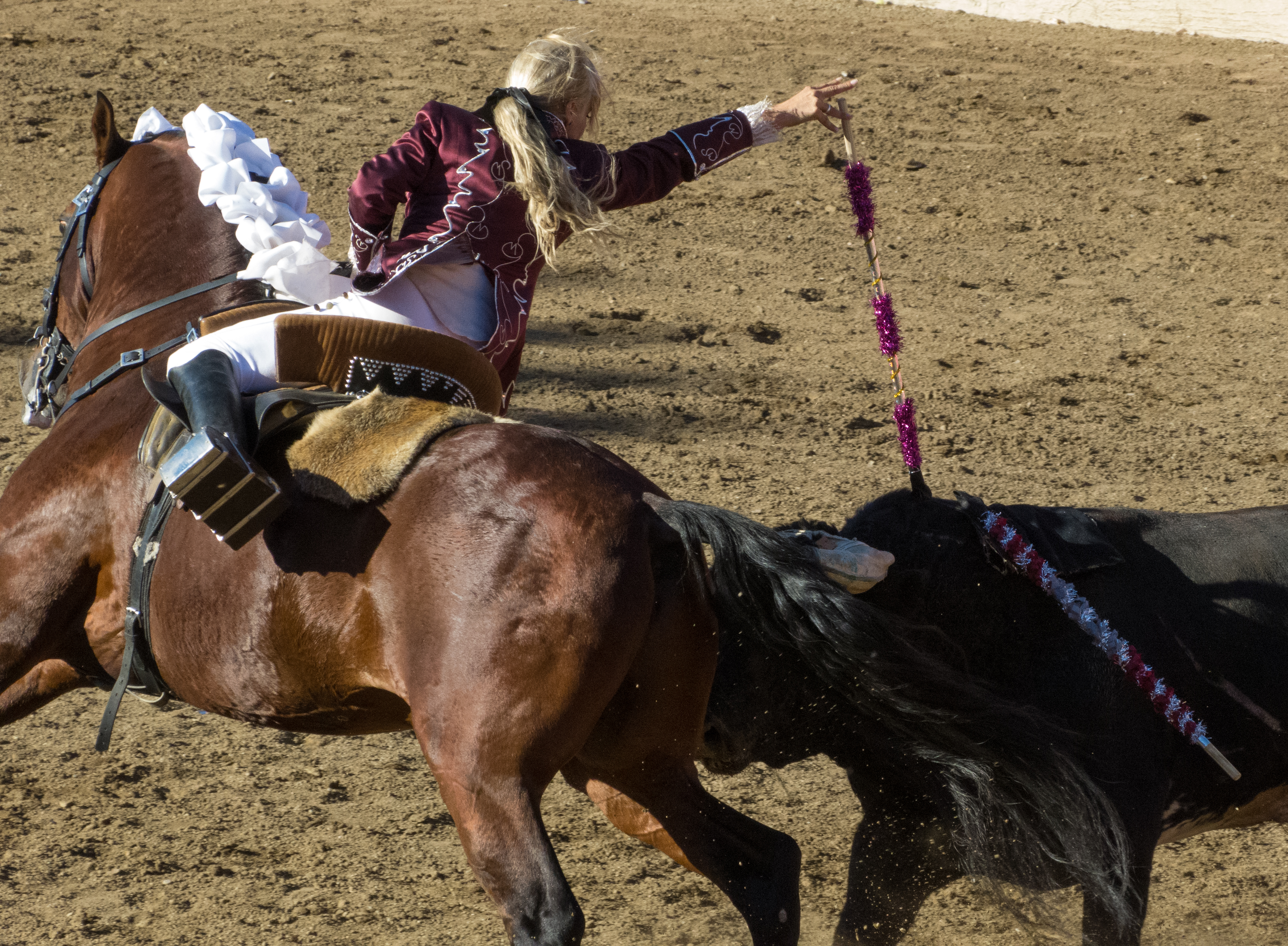
Rejoneadora usando el rejón

- La pica: palo de madera de aproximadamente 2 metros de largo con una puya (punta férrea) en el extremo. Este instrumento lo emplea el picador en el tercio de varas y tiene como finalidad evitar que los toros embistan durante la lidia levantando la cabeza, obligándoles a mantener el cuello en línea recta mirando de frente. También se consigue restar poderío al animal y por ello ha de usarse prudentemente.
- El rejón: vara de madera rematada con una cuchilla de acero en la punta que utiliza el rejoneador, bien para banderillear al toro o bien para darle muerte (rejón de muerte).

## Instrumentos antiguos de toreo

### Lalanza
Fue el instrumento de la más noble suerte del toreo a caballo y de la que mejor justificara la inclusión del toreo entre los ejercicios caballerescos, como bizarría o como adiestramiento.
No era sustancialmente distinta del arma de guerra; pero alguna particularidad señalan en ella los tratadistas que conviene conocer. Según Pedro de Aguilar,uno de los autores de libros de jineta más autorizados y que conoció la suerte en su apogeo (1572), las lanzas más útiles y de provecho para el esperar de los toros son las de fresno. 

Porque lo que en más se tiene y estima en este género de torear es dar lanzadas que pasen los toros de banda a banda. Y con otras ningunas de puede esto acertar mejor a hacer que con las de fresno, porque por el mucho peso y fuerza que tienen son para ello más convenientes. Y para que se puedan romper sin dificultad se les ha de dar, a tres y a cuatro palmas de hierro, dos o tres aserraduras de soslayo, muy sutiles, las cuales han de estar en contrario unas de otras y cubiertas con cera.

Este sistema de facilitar el quebrar de la lanza después de envasado el hierro en el cuerpo del toro debía ser en aquellos años reciente pues la primitiva suerte no se debió hacer sino con la propia lanza de guerra de cada caballero.
Don Luis Vañuelos y de la Cerda, por aquellos mismos años da también su opinión sobre cómo debe ser la lanza.

Aderezará la lanza o de fresno o de pino, como sintiere de sí la fuerza. La lanza ha de ser de diez y ocho palmos; de la mano al hierro ha de tener once, echándole atrás un cuento de plomo para que haga contrapeso y golpe al entrar el toro; el hierro ha de ir muy afilado y la empuñadura señalada y encerada para que osga allí la mano y cuando se la den no tenga que hacer más que poner en la señal la mano.

Bernardo de Vargas Machuca, que publica su libro de Ejercicios de la jineta en 1600, considera que debe tener más largura aún la lanza. Dice que debe ser  de buen asta de veinticinco o veinitiséis palmos, con su hierro grande de mojarra, o de meses que llaman, bien afilado y de buenos aceros.
De los textos copiados se deduce que no era muy riguroso el canon de la lanza para torear. Las muescas o cortaduras que recomienda Pedro de Aguilar, parece que al callarlas los demás es por darlas por supuesto. El quebrar la lanza debió de ser condición precisa de la suerte, pues en otro caso el desaire del caballero de perderla parece evidente, y el asegurar sustentarla en forcejeo con el toro poco gallardo y de éxito forzosamente desgraciado. Siendo el asta de madera quebradiza podría acaso lograrse, aunque sin lucimiento, ya que este quedaba encomendado al acaso; preparado el lugar de quebrarse, se aseguraba el lucimiento. Lo que sí parece claro es que la lanza usual, que en un principio sirvió para alancear toros, se fue modificando en la forma dicha hasta constituir un instrumento de torear caracterizado, aunque sin aparentes modificaciones graves.

### El yáculo
Es un rejón más corto y ligero. Se usaba a veces en el toreo a caballo.